# مدرسه پرواز رایت

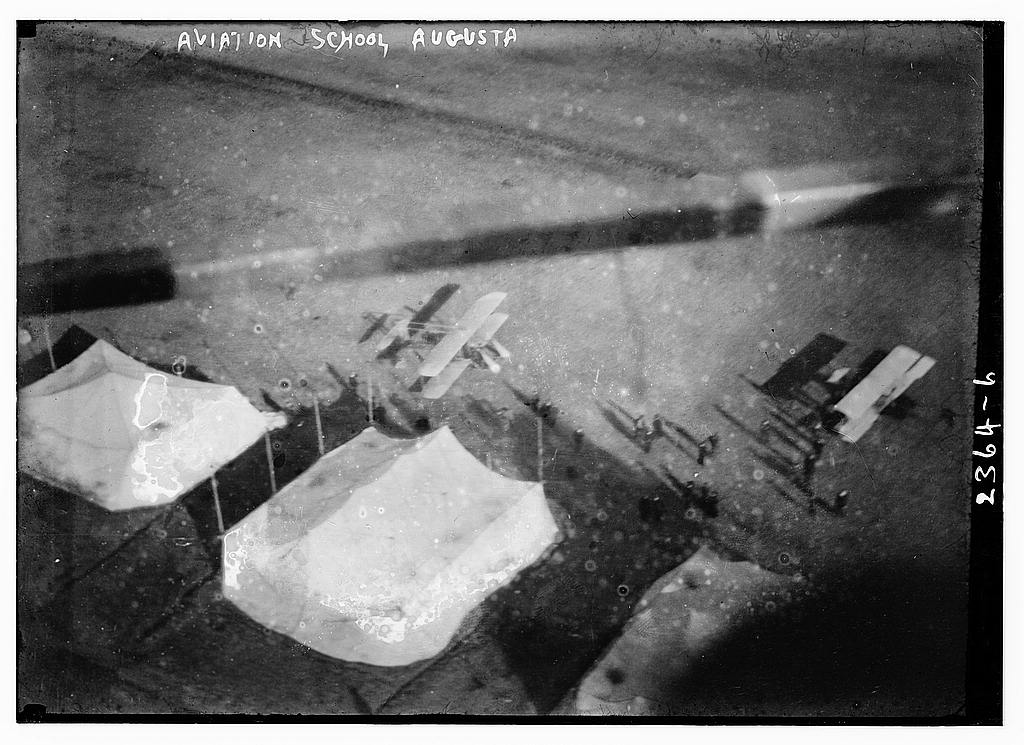
تأسیسات واقع در آگوستا، جورجیا در حدود سال ۱۹۱۱

مدرسه پرواز رایت که با نام مدرسه هوانوردی رایت نیز شناخته می‌شود، از سال ۱۹۱۰ تا ۱۹۱۶ توسط شرکت رایت اداره می‌شد و ۱۱۹ نفر را برای پرواز با هواپیماهای رایت آموزش می‌داد.
اورویل رایت در ۱۹ مارس ۱۹۱۰ آموزش دانشجویان را در مونتگومری، آلاباما در محلی که بعداً به پایگاه نیروی هوایی ماکسول تبدیل شد، آغاز کرد. با شروع آب و هوای معتدل در ماه مه، مدرسه به زمین پرواز هافمن پریری در نزدیکی دیتون، اوهایو نقل مکان کرد، جایی که رایت‌ها در سال ۱۹۰۴ و ۱۹۰۵ هوانوردی عملی را توسعه دادند و شرکت رایت هواپیماهای خود را در آنجا آزمایش کرد. آنها همچنین یک مرکز در آگوستا، جورجیا داشتند که توسط فرانک کوفین اداره می‌شد. برخی از اولین فارغ التحصیلان به عضویت تیم نمایش رایت درآمدند.

## سایت‌های پرواز
- پایگاه نیروی هوایی ماکسول در مونتگومری، آلاباما
- زمین پرواز هافمن در نزدیکی دیتون، اوهایو
- آگوستا، جورجیا[۲]